# Feike Asma
Feike Pieter Asma (ur. 21 kwietnia 1912 w Den Helder, zm. 18 grudnia 1984 w Amsterdamie) – holenderski kompozytor i organista.

## Życiorys
Urodził się w rodzinie muzyka Johannesa Frederika Asmy i Tjitske Visser. Już jako czternastolatek grywał na organach w kościele w rodzinnym Den Helder. Gry organowej uczył się w latach 1928-1937 u Jana Zwarta. W 1933 przeniósł się do Lejdy. W Konserwatorium Królewskim w Hadze studiował kierowanie orkiestrą u Jana Koetsiera oraz grę na fortepianie i kompozycję u Hugo van Daleny. Uczęszczał też na wykłady Eduarda Flipse. W latach 1950–1951 studiował w Sienie pod okiem Paula van Kempena.
Asma związany był z organami Oude Kerk w Amsterdamie. Zaś od 1965 aż do śmierci w 1984 był organistą w Groote Kerk w Maassluis. Muzyk koncertował w Holandii i za granicą. W jego repertuarze były utwory: Mendelssohna, Widora, Guilmanta i Francka. W 1964 przyznano Asmie dyplom Akademii Sztuk Pięknych w Paryżu. W 1967 otrzymał holenderski Order Oranje-Nassau. Asma zmarł w Amsterdamie, pochowany został na Nieuwe Oosterbegraafplaats.
Od 2004 w Holandii organizowany jest konkurs dla młodych organistów imienia Feike Asmy.